# Morimus ovalis
Morimus ovalis es una especie de escarabajo longicornio perteneciente al género Morimus, categorizada en la tribu Lamiini, de la subfamilia Lamiinae. Fue descrita por Breuning en 1943.
El período de actividad en los ejemplares adultos se presenta durante el mes de mayo.

## Descripción
Mide 11 mm de longitud.

## Distribución
Se distribuye por Europa: en Birmania.